# 1997 au cinéma
| Années du cinéma : 1994 - 1995 - 1996 - 1997 - 1998 - 1999 - 2000    |
| Décennies du cinéma : 1960 - 1970 - 1980 - 1990 - 2000 - 2010 - 2020 |

Cet article présente les faits marquants de l'année 1997 au cinéma.

## Événements
- 23 juin : sortie de Lapitch, le petit cordonnier, le film d'animation de Milan Blažeković qui devient le plus grand succès du cinéma croate.
- Titanic de James Cameron est le film événement de l'année, s'assurant un succès planétaire en pulvérisant tous les records de fréquentations. Le 23 mars 1998 il est couronné meilleur film de l'année 1997 en obtenant onze Oscars, égalant le record de Ben Hur en 1960.
- Satellite Awards est une récompense du cinéma et de la télévision américaine décerné depuis le 15 janvier 1997 à Los Angeles, en Californie.

## Principaux films de l'année en France
- Scream
- À couteaux tirés
- Demain ne meurt jamais
- La Vérité si je mens !
- Alien, la résurrection
- La Seconde Guerre de Sécession
- La Vie de Jésus
- La vie est belle
- Le Cinquième Élément
- Les Virtuoses
- Ni d'Ève ni d'Adam
- Rien ne va plus
- Spice World, le film
- Temps de chien
- Une vraie blonde
- Will Hunting
- Starship Troopers
- L.A. Confidential
- Batman et Robin
- Cop Land
- Les Ailes de l'enfer
- Volte-face
- Donnie Brasco
- Hercule
- Le Pari
- Le Monde perdu : Jurassic Park

## Festivals

### Cannes
- Palme des palmes (prix du cinquantième anniversaire du festival) : Ingmar Bergman
- Palme d'or (ex aequo) : Le Goût de la cerise de Abbas Kiarostami et L'Anguille de Shohei Imamura

### Autres festivals
- x : 3e Semaine du cinéma britannique d'Abbeville : x
- Festival international du film de comédie de l'Alpe d'Huez
- x : 7e Festival du cinéma africain de Milan : Prix du meilleur long métrage : Chevaux de fortune de Jilali Ferhati (Maroc)
- x : Festival du film de Sundance : x
- x : 3e Fantastic'Arts de Gerardmer : x
- x : 47e Festival international du film de Berlin : x
- x : 17e Festival international de films de femmes de Créteil : x
- x : 24e Festival du film de Paris : x
- x : 15e Festival du film policier de Cognac : x
- x : 21e Festival international du film d'animation d'Annecy : x
- x : 54e Mostra de Venise : x
- x : 23e Festival du cinéma américain de Deauville : x
- x : 15e édition du Festival panafricain du cinéma et de la télévision de Ouagadougou (Fespaco).
- x : 11e Festival international de films de Fribourg (FIFF)
- du 27 novembre au 29 novembre : 5e Festival du cinéma russe à Honfleur : Grand prix : Le Tsarévitch Alexis (Царевич Алексей), 1997, de Vitali Melnikov

## Récompenses

### Oscars
- Meilleur film : Titanic de James Cameron, obtient onze récompenses.
- Meilleure actrice : Helen Hunt, Pour le pire et pour le meilleur (As Good as it Gets)
- Meilleur acteur : Jack Nicholson, Pour le pire et pour le meilleur (As Good as it Gets)
- Meilleur second rôle féminin : Kim Basinger, L.A. Confidential
- Meilleur second rôle masculin : Robin Williams, Will Hunting (Good Will Hunting)
- Meilleur réalisateur : James Cameron, Titanic
- Meilleur film étranger : Character (Pays-Bas), Mike van Diem

### Césars
- Meilleur film : Ridicule de Patrice Leconte
- Meilleur réalisateur : Patrice Leconte pour Ridicule, ex æquo avec Bertrand Tavernier pour Capitaine Conan
- Meilleur acteur : Philippe Torreton dans Capitaine Conan
- Meilleure actrice : Fanny Ardant dans Pédale douce
- Meilleur second rôle masculin : Jean-Pierre Darroussin dans Un air de famille
- Meilleur second rôle féminin : Catherine Frot dans Un air de famille
- Meilleur film étranger : Breaking the Waves de Lars von Trier

### Autres récompenses
- Prix Louis-Delluc : On connaît la chanson d'Alain Resnais
- Prix Romy-Schneider : Julie Gayet
- Grand prix (Étalon de Yennenga) au Festival panafricain du cinéma et de la télévision de Ouagadougou : Buud Yam de Gaston Kaboré (Burkina Faso)

## Box-Office

### France
| Class.                    | Titre                          | Pays       | Réalisateur               | Box-Office France |
| ------------------------- | ------------------------------ | ---------- | ------------------------- | ----------------- |
| 1.                        | le Cinquième Élément           | France     | Luc Besson                | 7 699 038 entrées |
| 2.                        | Men in Black                   | États-Unis | Barry Sonnenfeld          | 5 730 890 entrées |
| 3.                        | La Vérité si je mens !         | France     | Thomas Gilou              | 4 890 007 entrées |
| 4.                        | Le Monde perdu : Jurassic Park | États-Unis | Steven Spielberg          | 4 817 351 entrées |
| 5.                        | Hercule                        | États-Unis | John Musker, Ron Clements | 4 426 986 entrées |
| Source :cbo-boxoffice.com |                                |            |                           |                   |

### États-Unis
- 1. Titanic
- 2. Men in Black
- 3. Le Monde perdu : Jurassic Park

## Naissances
- 10 février : Chloë Grace Moretz
- 18 juillet : Fionn Whitehead
- 12 août : Ashi Singh

## Principaux décès

### Premier trimestre
- 10 janvier : Sheldon Leonard, acteur, réalisateur et producteur américain.
- 18 janvier : Diana Lewis, actrice
- 21 janvier : André Cellier, acteur français (° 26 septembre 1926).
- 11 février : Don Porter, acteur
- 5 mars : Jean Dréville, cinéaste français (°20 septembre 1906)
- 9 mars : Terry Nation, scénariste britannique
- 14 mars : Fred Zinnemann, cinéaste américain (° 29 avril 1907)

### Deuxième trimestre
- 16 avril : Roland Topor, acteur (°7 janvier 1938)
- 1er mai : Bo Widerberg, cinéaste suédois (°8 juin 1930)
- 5 mai : Walter Gotell, acteur
- 9 mai : Marco Ferreri, cinéaste (°11 mai 1928)
- 14 juin : Richard Jaeckel, acteur
- 29 juin : William Hickey, acteur

### Troisième trimestre
- 1er juillet : Robert Mitchum, acteur (°6 août 1917)
- 2 juillet : James Stewart, acteur (°20 mai 1908)
- 25 juillet : Boris Novikov, acteur soviétique (°13 juillet 1925)
- 9 septembre : Burgess Meredith, 88 ans, acteur
- 17 septembre : Red Skelton, acteur
- 24 septembre : Torgny Wickman, réalisateur suédois (°22 avril 1911)

### Quatrième trimestre
- 12 octobre : John Denver, chanteur et acteur
- 24 octobre : Don Messick, acteur (°7 septembre 1926)
- 30 octobre : Samuel Fuller, cinéaste américain (°12 août 1912)
- 28 novembre : Georges Marchal, acteur français (°10 janvier 1920)
- 30 novembre : Françoise Prévost, actrice française (°13 janvier 1930)
- 18 décembre : Chris Farley, 33 ans, acteur
- 24 décembre : Toshirō Mifune, acteur (°1er avril 1920)
- 31 décembre : Billie Dove, actrice